# Sabino de San Ambrosio
Sabino de San Ambrosio är en ort i Mexiko.   Den ligger i kommunen Tolimán och delstaten Querétaro Arteaga, i den centrala delen av landet, 190 km nordväst om huvudstaden Mexico City. Sabino de San Ambrosio ligger 1 746 meter över havet och antalet invånare är 638.
Terrängen runt Sabino de San Ambrosio är varierad. Runt Sabino de San Ambrosio är det ganska glesbefolkat, med 28 invånare per kvadratkilometer. Närmaste större samhälle är San Pablo Tolimán, 9,9 km sydost om Sabino de San Ambrosio. Trakten runt Sabino de San Ambrosio består i huvudsak av gräsmarker.